# Santa Ignacia
Santa Ignacia (Bayan ng Santa Ignacia - Municipality of Santa Ignacia), antes conocido como Binaca, es un municipio filipino de segunda categoría, situado en la parte central de la isla de Luzón. Forma parte del Primer Distrito Electoral de la provincia de Tarlac situada en la Región Administrativa de Luzón Central, también denominada Región III.

## Geografía

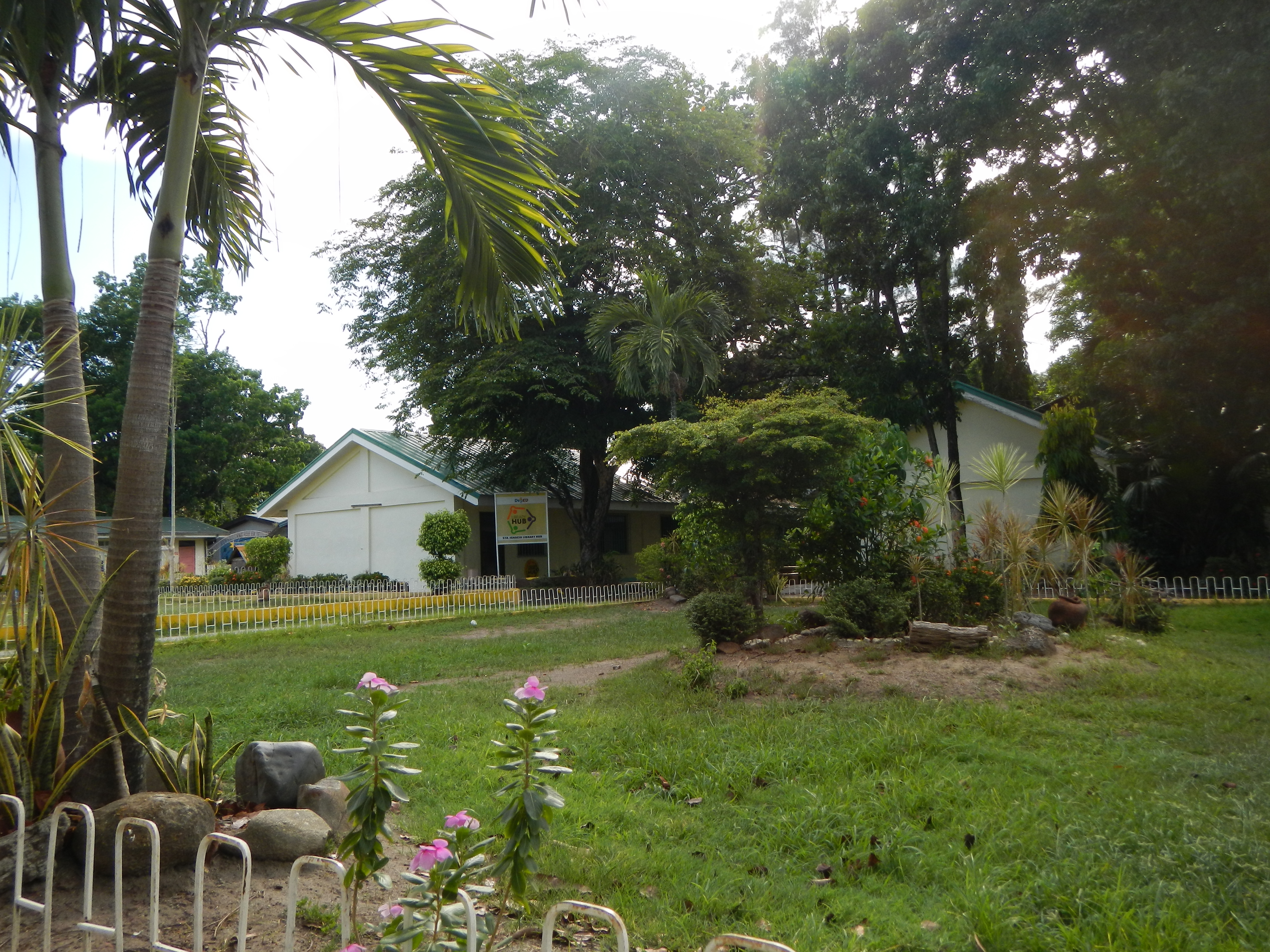
Santa Ignacia.

Municipio situado en el centro de la provincia, su término linda al norte con el de San Miguel de Camiling; al sur con el de San José; al nordeste con el de Paniqui; al este con el de Gerona; y al oeste con el de Mayantoc.

### Barangays
El municipio  de Santa Ignacia se divide, a los efectos administrativos, en 24 barangayes o barrios, conforme a la siguiente relación:
| - Baldíos - Botbotones - Caanamongán - Cabaruán - Cabugbugán - Caduldulaoán | - Calipayán - Macaguing - Nambalán - Padapada - Pilpila - Pinpinas | - Este de la Población - Oeste de la Población - Pugo-Cecilio - San Francisco - San Sotero - San Vicente | - Centro de Santa Inés - Este de Santa Inés - Oeste de Santa Inés - Taguiporo - Timmaguab - Vargas |  |

## Economía
Se basa en gran medida de la agricultura, siendo sus principales cultivos el arroz y las diferentes frutas y verduras.
Continuadora de la tradición alfarera ilocana, Santa Ignacia es bien conocida por la producción de vasijas de barro de alta calidad y otros productos de barro cocido.
Además de agricultura y cerámica, Santa Ignacia es un municipio emergente de empresarios y artesanos en el que se produce artesanía, escultura, pescado para alimentación animal y el famoso inangit.

## Historia
En un territorio poblado por Negritos se establecieron inmigrantes ilocanos del clan de los Madariaga, desplazando a sus primitivos pobladores hacia las montañas. Ocuparon un lugar conocidos entonces como Binaca, palabra que en idioma ilocano significa muchas vacas.

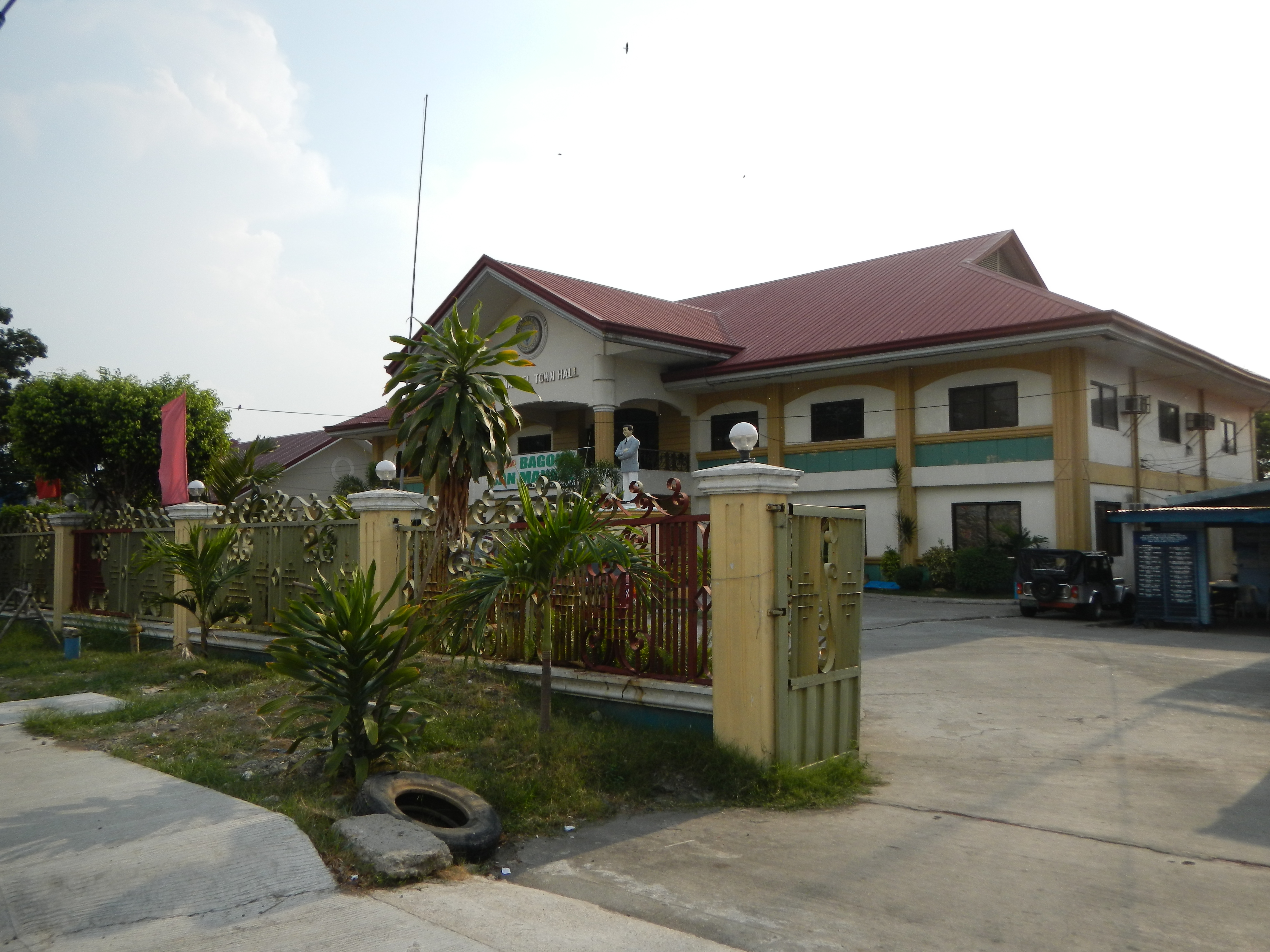
Casas Consistoriales.

Hasta 1845, Binaca, hoy Nambalán, fue  un barrio de  San Miguel de Camiling.
Entre los años 1845 y 1874 este barrio fue varias veces saqueado por ladrones.
Ante esta inseguridad el Gobernadorcillo de Binaca, Felipe Cabugsa, solicita su conversión en municipio, para así poder contar con su propia fuerza policial, un destacamento de la Guardia Civil. El objetivo fue conseguido en 1874.
Consolidado  por un Real Decreto de 13 de agosto de 1880, siendo Gobernador de Filipinas Fernando Primo de Rivera.

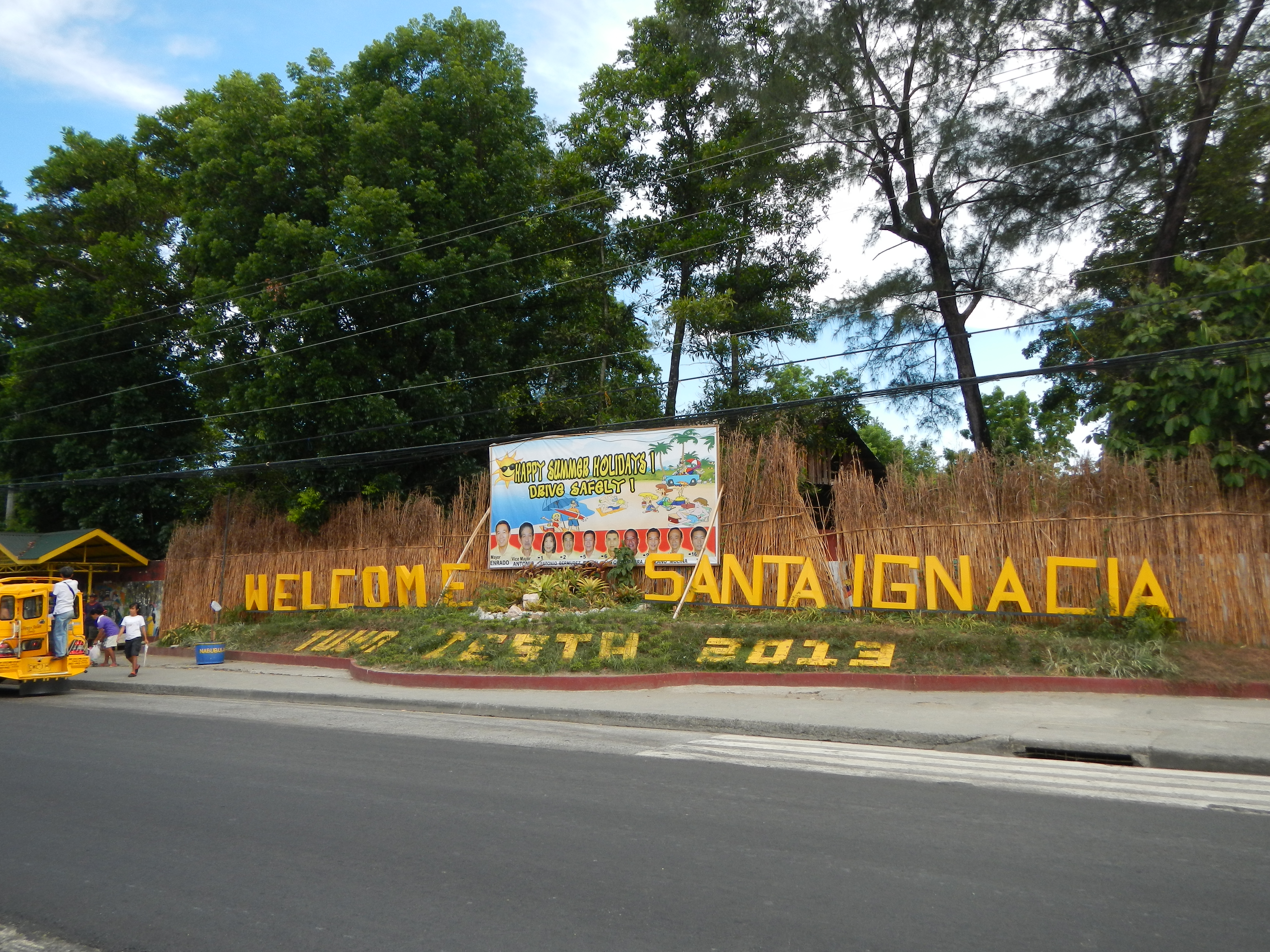
Bienvenida, fiestas de 2013.

Pese a todo los ladrones, aquí conocidos por tulisanes, siguen apropiándose de animales de trabajo y objetos personales. En 1888 saquearon hasta el propio ayuntamiento.
En 1899, siendo alcalde Manuel Briones, queda establecido un gobierno revolucionario, siendo destituido  por las fuerzas de ocupación estadounidenses. El 1 de enero de 1914, tras la intervención de la Junta Provincial de Tarlac y de la insistente demanda de los vecinos, queda restablecido el ayuntamiento conforme a la siguiente composición:
Alcalde (Presidente Municipal), Isidro Alviar; Vicealcalde (Vice-Presidente), Eulogio Madariaga; concejales (Councilors), Santiago Aviguero, Pedro Guerrero, Silvestre Lacuin, Alipio Pascasio y  Antonio Colimay.

## Patrimonio

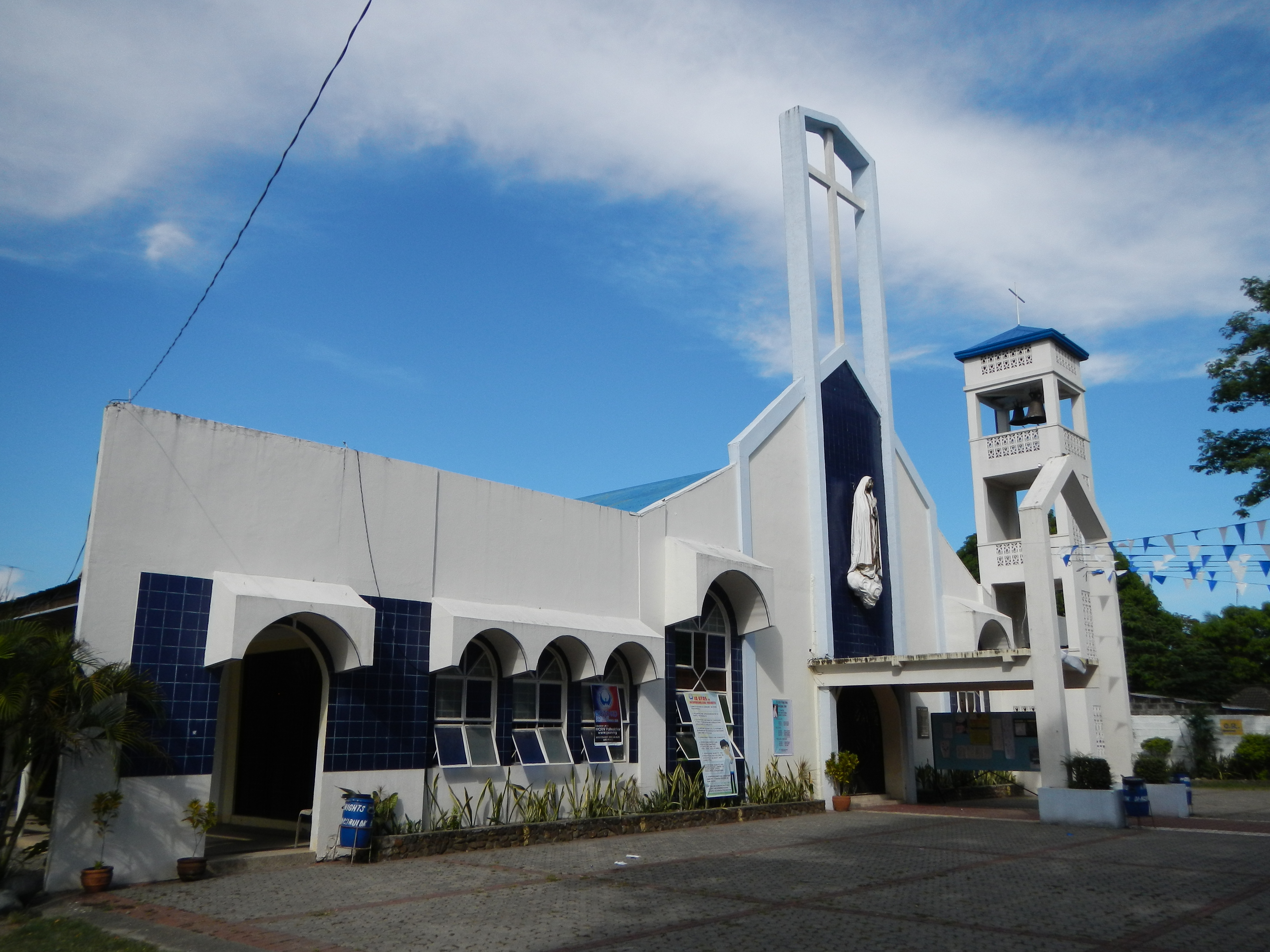
Imagen de Nuestra Señora de Fátima.

- Iglesia parroquial católica bajo la advocación de Nuestra Señora de Fátima, data del año 1949. (Our Lady of Fatima)

Forma parte de  la Vicaría de San Miguel Arcángel, perteneciente a la Diócesis de Tarlac en la provincia Eclesiástica de San Fernando.